# Irwingianizm

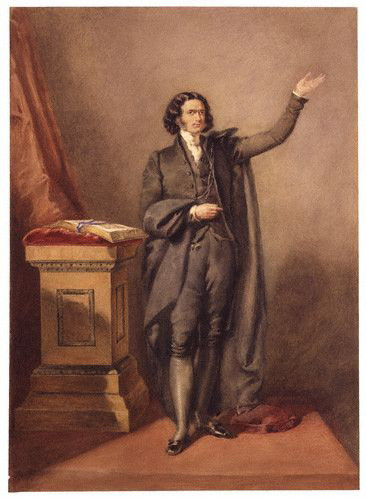
Edward Irving

Irwingianizm, ruch nowoapostolski – ruch religijny, który wyodrębnił się w XIX wieku z Kościoła Szkocji.
Ojcem duchownym irwingianizmu był szkocki pastor prezbiteriański, wizjoner i mistyk, Edward Irving uważany za prekursora ruchów charyzmatycznych i neocharyzmatycznych.
W 1831 r. działalności Irvinga, który prowadził ożywioną działalność kaznodziejską, towarzyszyła w Londynie fala zbiorowych aktów: uzdrowień, glosolalii i prorokowania, które przyniosły mu rzesze wiernych i sympatyków w Wielkiej Brytanii. W 1832 r. za głoszone przez siebie nauki millenarystyczne został ekskomunikowany przez Kościół prezbiteriański. Jego zwolennicy zaczęli więc tworzyć razem z nim niezależną wspólnotę eklezjalną, która stopniowo przekształciła się w odrębny Kościół.
W 1835 r. irwingianie utworzyli Katolicki Kościół Apostolski, z którego na skutek schizmy w połowie XIX wieku powstał Kościół Nowoapostolski. W dalszych latach następowały kolejne podziały ruchu na mniejsze denominacje takie jak: Kościół Staroapostolski, Kościół Apostolski w Queenslandzie, Reformowany Kościół Apostolski, Reformowany Kościół Staroapostolski. Jednocześnie z rozłamami postępowało rozpowszechnianie się irwingianizmu na różne kontynenty.
Aktualnie najwięcej wyznawców irwingianizmu mieszka w: Niemczech, Stanach Zjednoczonych Ameryki, Republice Południowej Afryki i w Indonezji. Polscy irwingianie zrzeszeni są w znacznej większości w Kościół Nowoapostolski w Polsce. Drugą ich polską grupą jest Stolica Apostolska w Jezusie Chrystusie.

## Doktryna
Irwingianizm łączy w sobie elementy katolicyzmu, prawosławia, liberalnego protestantyzmu i chiliazmu.
Ruch w początkowym okresie swojego istnienia przywiązywał ogromną wagę do działalności misyjnej, którą prowadzili tzw. apostołowie. Przepowiadał rychłe powtórne przyjście Chrystusa. Z czasem jednak na pierwsze miejsce wysunął kwestię liturgii, a zwłaszcza sakramentów, czerpiąc wzory z praktyk Kościoła katolickiego, Kościoła anglikańskiego i Kościoła prawosławnego.
Irwingianie opierają swoją wiarę na Biblii; wierzą w Trójcę Świętą i w posłannictwo apostołów. Praktykują trzy sakramenty: chrzest; święte pieczętowanie oraz świętą wieczerzę.